# باوليتا فوبا

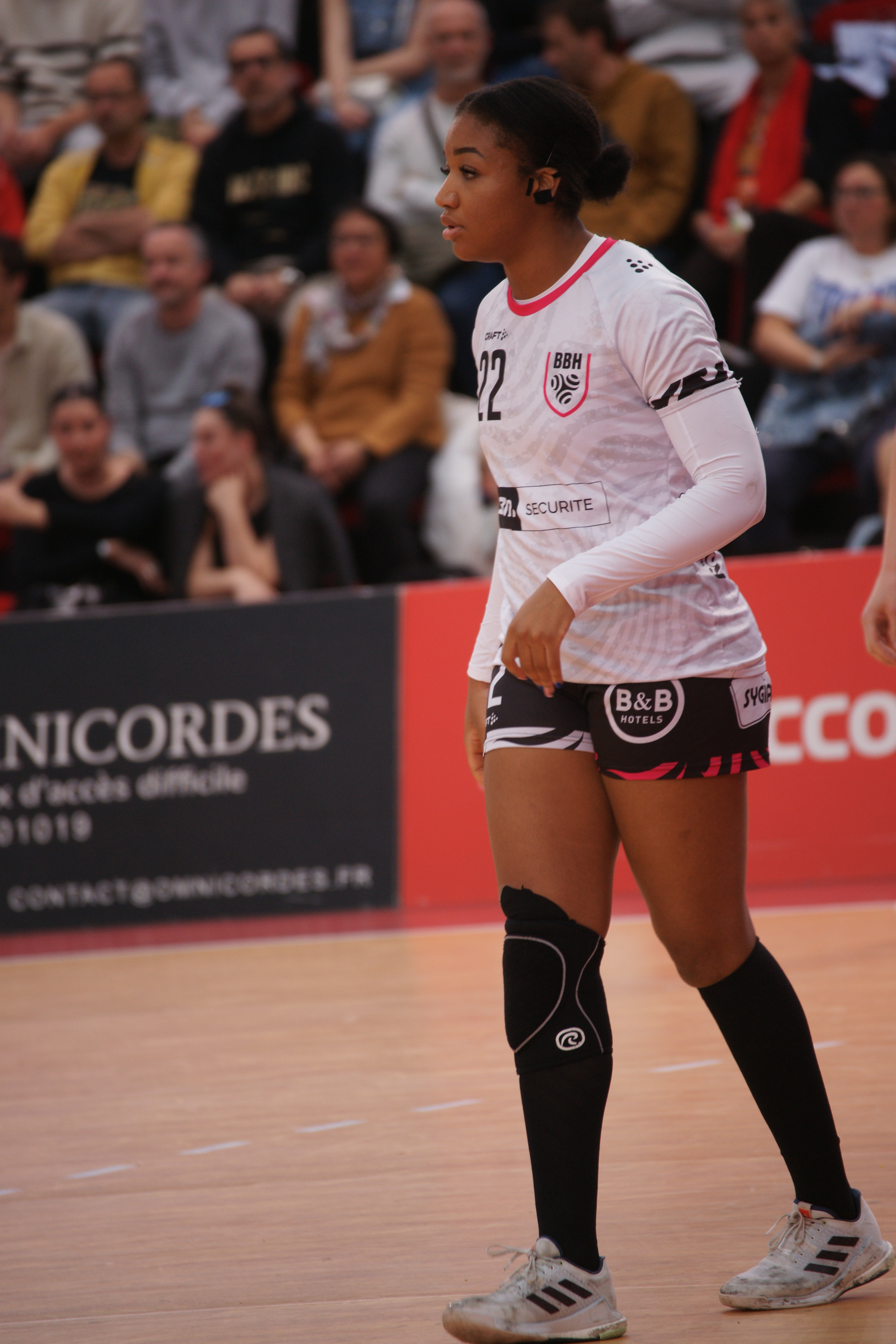
باوليتا فوبا

باوليتا فوبا (مواليد 22 ديسمبر 2000) هي لاعبة كرة يد فرنسية، حصلت مع منتخب فرنسا على الميدالية الذهبية في أولمبياد 2020.

## روابط خارجية
- باوليتا فوبا على موقع الاتحاد الدولي لكرة اليد (الإنجليزية)
- باوليتا فوبا على موقع الاتحاد الأوروبي لكرة اليد (الإنجليزية)
- باوليتا فوبا على موقع الدوري الفرنسي لكرة اليد للسيدات (الفرنسية)
- باوليتا فوبا على موقع اللجنة الأولمبية الدولية (الإنجليزية)
- باوليتا فوبا على موقع أوليمبيديا (الإنجليزية)
- باوليتا فوبا على موقع اللجنة الأولمبية الفرنسية (مؤرشف) (الفرنسية)